# Аталычество
Аталычество — древний обычай тюркских и кавказских народов, по которому ребёнок вскоре после своего рождения переходит на некоторое время (для воспитания) в семью приёмного родителя (именуемого аталык) , а затем (по истечении определенного обычаем времени) возвращается к своим родителям. Первые научные исследования выполнил советский этнограф М. О. Косвен с 1931 по 1935 годы.

## Общие сведения
Многие вопросы, которые касаются происхождения, истории, сущности, общественного значения и т. д. этого обычая остаются не установленными и дискуссиоными.
В древности аталычество была присуще всем социальным слоям, впоследствии оно приняло резко выраженный классовый характер и чаще дети знатных родителей передавались в семьи вассалов или равных людей на воспитание. 
Аталычество часто выходило за рамки одного племени и одного народа, что способствовало изучению обычаев и языков соседей, являлось сдерживающим фактором при межплеменных и иных конфликтах.
Из «Путешествия в Черкесию» Эдуара Тэбу де Мариньи (1818), известно, что аталычество могло происходить и без согласия родителей, так сказать присутствовал «насильственный элемент», в частности он писал — «Каждый ребёнок мужского пола похищается в момент его рождения, и часто без ведома его родителей, человеком, который назавтра приходит к ним и объявляет себя аталыком их сына. С этого времени он обязан обучать, одевать и кормить ребёнка до того дня, когда его необходимо доставить домой к родителям».
Локализация. Обычай был зафиксирован главным образом в Средней Азии и на Кавказе, а именно у следующих народов:
 — у абхазо-адыгских народов, то есть у адыгов, абхазов, абазин и убыхов,
 — у кумыков, балкарцев, ногайцев и карачаевцев, казахов, то есть народов тюркской ветви,
 — у осетин,
 — у сванов.
Как отмечал М. О. Косвен, у тюркских народов, за пределами Кавказа, этот обычай не встречается. Есть источник, что обычай возможно бытовал у башкир. Однако этот обычный существовал и в Средней Азии. Так в степи аталыками называли воспитателей, наставников (в том числе и политических) юных сыновей казахской знати в возрасте до 15 лет среди казахов.  
Похожий обычай бытовал и у древних кельтов, в феодальной Европе подобный обычай назывался фостеражем и в некоторых странах (например, в Англии) иногда практиковался по крайней мере до начала XX века.
На Кавказе обычай был ликвидирован в ходе присоединения к России (во время Кавказской войны). Уничтожения аталыческих традиций началась с 1822 года, которым датируется первая специальная запретительная прокламация А. П. Ермолова.

## Происхождение названия
Наименование «Аталык» имеет тюркское происхождение (где аталык — отцовство, из ата — отец и -лык — словообразовательный суффикс, ср. азатлык, башлык, и т.п.). Слово «аталык» является синонимом известного термина «Атабек» или «Атабей». В сочинении XVIII в. «Умдет-ал-ахбар» Абдул-гаффара Кырыми есть указание: «Атабей, то есть аталык». Термин «атабек», зафиксированный в документах XI века и широко употреблявшийся у селджукидов, означал «лицо тюркского происхождения, ответственное за воспитание наследника».  Институт аталычества был широко распространен в период средневековья в мусульманском мире. Он функциониривал, как указывал Ю. Брегель, в улусе Джучи (Золотая Орда) и его непосредственных преемниках, как, например, в Казанском и Крымском ханствах и в улусе Шибана (Ак-Орда), а также в государстве Чагатаидов в Моголистане. Французский исследователь Роберт Монтран пишет, что термин «аталык» использовался «не только у турок, но и на Кавказе, Туркистане, Тимуридов и тюркской династии в Индии (Бабуридов - авт.). 
Однако и на адыгских языках «адэ» (кабард.-черк.  — адэ, ядэ) также означает отец, что вполне возможно так же является тюркским заимствованием ввиду активных контактов с ногайцами. Кроме того, М. О. Косвен обращал внимание и на тот факт, что на Кавказе «аталыком» называли не отца ребёнка, а воспитателя (приёмного отца), а в аналогичной традиции кельтов Ирландии воспитатель назывался — aite или oide (что близко по смыслу и звучанию).

## Ранние исторические свидетельства
- XV век — Джорджо Интериано, опубликовал в Венеции книгу (1502), в которой описывая жизнь и быт адыгов (черкесов) сообщал:

Лишь только сыну знатного исполнится два или три года, его отдают на попечение одному из слуг, и тот ежедневно его возит с собою на коне с маленьким луком в руках, и как завидит курицу или другую птицу, а не то кабана или другое животное, то учит его стрелять, а затем, когда он станет побольше, он и сам охотится за этою живностью в своих же собственных владениях, и подданный не смеет чинить ему никаких препятствий.
- Концом XVI века датируется героическая песня балкарцев «Баксанук», где говорится о том, что в семье безенгиевских таубиев Суюнчевых был воспитан кабардинский князь Таусултанов.
- XVII веком датируется балкаро-карачаевское фольклорное произведении «Гошаях и Каншаубий», где сообщается, что карачаевский князь Камгут Крым-Шамхалов воспитывался в доме абазинского князя Бибердова, а его родной брат Каншаубий — в семье кабардинцев Атажукиных.
- XVIII век — аталычество впервые кратко упоминается в русских источниках в «Описании кабардинского народа» (1748), советником Коллегии иностранных дел В. М. Бакуниным. Описание аталычества дал затем П. С. Потемкин в «Кратком описании о кабардинских народах» (1784):

Как только, у владельца родится мальчик, его отдают кому-нибудь из узденей, … Отец, видит своего сына в первый раз лишь тогда, когда у сына рождается первый ребёнок. Тогда отец снимает с жены сына ту шапку, которую девушка носит до замужества и рождения у неё ребёнка. Одновременно отец дарит сыну дом, скотину и пр., по своему состоянию.

## Исследования
П. С. Потемкин же впервые попытался дать и объяснение описываемого им порядка: дети отдаются на воспитание в другую семью, «дабы чрез то не допустить юность вкусить негу, на которую горячность родителей невольно иногда попускают».
Предпринимаются попытки обоснования связи аталычества с древнейшим обществом. Утверждается, что это стадиальный институт универсально-исторического характера.
М. М. Ковалевский полагал, что «аталычество» имеет древнейшие первобытные корни, в эпохе матриархата и возможно происходит из т. н. «коммунального брака», характеризующегося полигамией, отсутствием отцовского права, когда «родство по отцу ещё не известно». Его ученик М. О. Косвен также считал, что аталычество имеет первобытные корни, однако подверг критике теорию «коммунального брака», называя её «крайне искусственной или даже вымышленной».